# Ocoa Point
Der Ocoa Point (spanisch Punta Ocoa) ist eine steil aufragende Landspitze im Westen der Livingston-Insel im Archipel der Südlichen Shetlandinseln. Auf der Byers-Halbinsel liegt sie am Kopfende der Bucht New Plymouth. Landeinwärts ist sie gekennzeichnet durch eine ausgeprägte Terrassierung.
Wissenschaftler der 25. Chilenische Antarktisexpedition (1970–1971) benannten sie vermutlich nach einem Expeditionsmitglied. Das UK Antarctic Place-Names Committee übertrug diese Benennung 1978 ins Englische. 